# Отрошковичи
Отро́шковичи (бел. Атрошкавічы) — деревня в составе Горбацевичского сельсовета Бобруйского района Могилёвской области Республики Беларусь.

## Население
- 1999 год — 40 человек
- 2010 год — 14 человек